# Bargh Chiraz
Maillots
Le Bargh Chiraz Football Club (en persan : باشگاه فوتبال برق شيراز), plus couramment abrégé en Bargh Chiraz, est un club iranien de football fondé en 1946 et basé dans la ville de Chiraz.
Fondé en 1946, il évoluait en Iran Pro League. Il a passé la majorité de son histoire dans la plus haute division du football iranien. Mais, après la relégation survenue à la fin de la saison 2008-2009, Bargh Chiraz évolue en Azadegan Ligue et n'a pas réussi à remonter en Iran Pro League. 
Leur stade est l'Hafezieh Stadium, qui comprend 20 000 places.

## Histoire
Lors des années 2000, le club évolue pendant huit saisons consécutives en première division, de 2002 à 2009.

## Palmarès
| Compétitions nationales |
| --- |
| - Coupe d'Iran (1) : - Vainqueur : 1996-97. - Finaliste : 1995-96. - Championnat d'Iran D2 (1) : - Champion : 1996-97. - Finaliste : 1999-00. |

## Personnalités du club

### Présidents
- Heydar Ali Kaamyab
- Hadi Shirvani Shiri

### Entraîneurs
| - Ebrahim Abbasi - Bizhan Bidari - Karnik Mehrabian - Abbas Razavi - Khalil Salehi Karounian (1975 - 1976) - Hossein Hosseinzadeh - Mahmoud Yavari (1978) - Fereydoon Asgharzadeh (1995) - Gholam Hossein Peyrovani (1995) - Mahmoud Yavari (1996) - Khalil Salehi Karounian (1996) - Ibrahim Biogradlić (1996) - Hassan Habibi (1997) - Gholam Hossein Peyrovani (1998) - Mohammad Abbasi (1999) - Asghar Sharafi (2000–2001) - Ebrahim Ghasempour (2002) - Mohammad Abbasi (2002 - 2003) |  | - Mohammad Ahmadzadeh (2003 - 2004) - Abbas Simakani (2004) - Mahmoud Yavari (2004 - 2005) - Zlatko Ivanković (2005 - 2006) - Bijan Zolfagharnasab (2006 - 2007) - Mahmoud Yavari (2007 - 2008) - Mohammad Abbasi (2008 - 2009) - Farshad Pious (2009 - mars 2009) - Rasoul Korbekandi (mars 2009 - juin 2009) - Ali Kalantari (juillet 2009 - ?) - Mehdi Dinvarzadeh (2010 - 30 octobre 2010) - Alireza Emamifar (30 octobre 2010 - 2012) - Mehrdad Shekari (2012) - Asghar Sharafi (2012 - janvier 2013) - Mohammad Abbassi (janvier 2013 - mai 2014) - Sattar Zare (mai 2014 - ) - Heydar Ali Kaamyab - Mehdi Shiri |